# 高倉山古墳 (伊勢市)
高倉山古墳（たかくらやまこふん）は、三重県伊勢市豊川町にある古墳。形状は円墳。伊勢市指定史跡に指定されている。
全国屈指の規模の横穴式石室を有することで知られるが、伊勢神宮外宮（豊受大神宮）の神域内に位置するため現在では立ち入りは制限されている。

## 概要

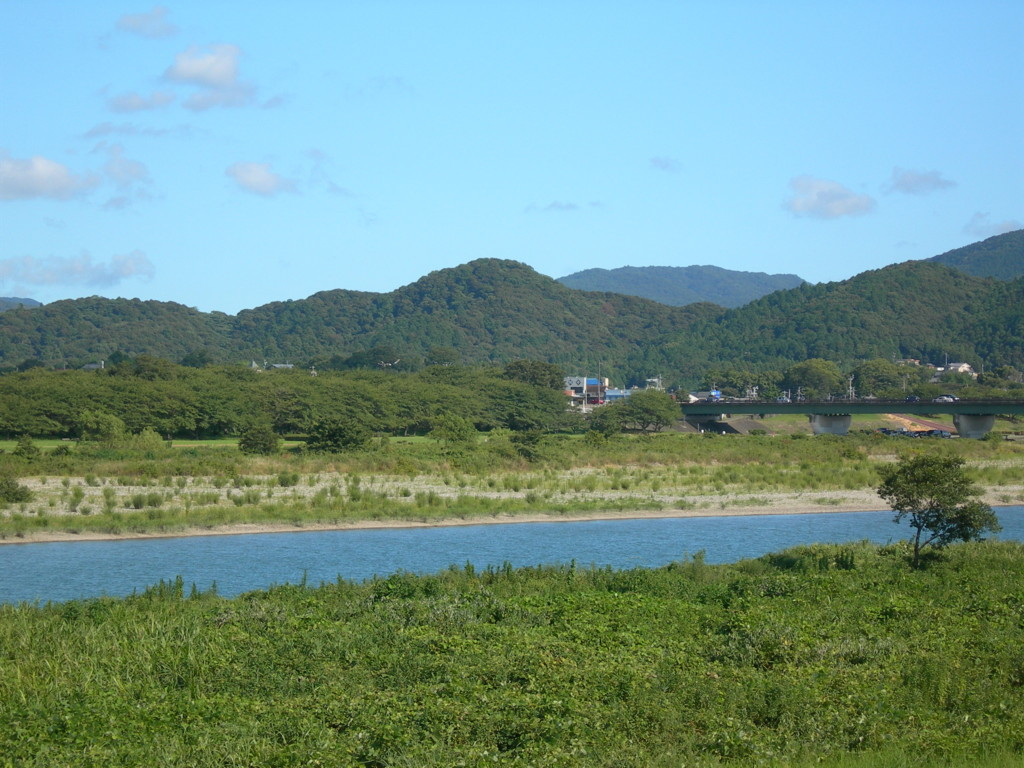
古墳のある高倉山

三重県中部、伊勢神宮外宮（豊受大神宮）神域の高倉山（標高116メートル）山頂に築造された古墳である。古くは鎌倉時代の文献に記載が見え、江戸時代には天岩戸として広く信仰対象となっており、その関係もあって墳丘は流出・削平で大きく改変を受けている。これまでに実測調査のほか、1975年（昭和50年）に発掘調査が実施されている。
墳形は円形と見られ、直径35メートル以上（または40メートル以上）、高さ約7.5メートル（または約8.5メートル）と推定される。墳丘表面で葺石・埴輪は認められていない。埋葬施設は両袖式の横穴式石室で、南西方向に開口する。石室全長18.5メートルを測る伊勢地方では最大規模の巨大石室であり、全国的に見ても石室全長は第6位、玄室床面積は第2位の規模になる。副葬品の多くは失われているが、調査では金環・玉類・馬具・大刀・刀子・鏃・須恵器・土師器などが検出されている。
この高倉山古墳は、古墳時代後期の6世紀後半（または6世紀中葉）頃の築造と推定され、7世紀初頭頃までの追葬が認められる。被葬者は明らかでないが、古くからその規模と立地の特異性から伊勢神宮外宮の創祀・変遷と関連付ける説があり、外宮奉斎氏族の度会氏（磯部氏）との関連を指摘する説などが挙げられている。
古墳域は1973年（昭和48年）に伊勢市指定史跡に指定された。現在は豊受大神宮の神域内に位置するため立ち入りは制限されている。

## 遺跡歴
- 鎌倉時代頃、『倭姫命世記』・『天地麗気記』・『高庫蔵等秘抄』に高倉山に石窟が存在する旨の記述[2]。
- 室町時代頃、『神祇秘抄』に石室規模の記載[2]。『康富記』・『鏑矢伊勢宮方記』によれば当時には信仰対象となり石室内に小祠[2]。
- 江戸時代、天岩戸として広く信仰対象。墳丘北側に神楽殿、付近に茶店の設置[2]。
- 1888年（明治21年）、坪井正五郎が実見。古墳として初めて認知[2]。
- 1895年（明治28年）、『神郡名勝誌』に石室計測値の記載[2]。
- 明治期後半、諸施設の撤去。高倉山入山の禁止化[2]。
- 1914年（大正3年）、関保之助・大西源一・高橋健らによる石室図面の作成[2]。
- 1964年（昭和39年）、墳丘測量・石室実測調査（三重大学歴史研究会原始古代史部会）[2]。
- 1973年（昭和48年）12月5日、伊勢市指定史跡に指定[6]。
- 1975年（昭和50年）、石室内清掃のための石室実測・発掘調査[7][2]。
- 1977年（昭和52年）、墳丘測量調査[2]。

## 埋葬施設
埋葬施設としては両袖式横穴式石室が構築されており、南西方向に開口する。石室の規模は次の通り。
- 石室全長：18.5メートル
- 玄室：長さ9.7メートル、幅3.3メートル、高さ4.1メートル
- 羨道：長さ8.8メートル、幅1.9-2.6メートル、高さ3.3メートル

石室には自然石が用いられ、幅1.5メートル・高さ1メートル程度の根石の上に5-6段積みされる。玄室と羨道は一体的に構築されており、側壁は斜積で3段階の工程が認められ、天井石付近で大きく持ち送る。天井石は玄室では6枚、羨道では3枚である。石室内の埋葬主体（石棺か木棺か）については明らかでない。
石室の形態としては、両袖式である点に畿内との共通性を示す一方で、長大な玄室・短小な羨道・断面弧状の玄室天井・両袖の退化などの点には伊勢湾対岸の西三河地方との共通性が認められる。このような形態の石室は、小金3号墳（明和町）を始めとして高倉山古墳築造以降の南伊勢地方を中心に分布しており、「高倉山型石室」と捉えられる。

## 出土品
石室内の副葬品の多くは盗掘で失われているが、1975年（昭和50年）の調査で検出された副葬品は次の通り。
- 装身具類
  - 金環2 - 別に伝出土品として1点。
  - 管玉4
  - 勾玉2
  - 臼玉6
  - ガラス製小玉63
  - 切子玉5
  - 三輪玉3
- 武器類
  - 大刀
  - 刀子
  - 鉄鏃
- 馬具類
  - 鉸具
  - 鞖
  - 組合式辻金具
  - 雲珠
  - 円頭鋲
- 須恵器 - 坏蓋、坏身、𤭯、平瓶、提瓶、直口壺、脚付壺、広口壺、甕、装飾器台。
- 土師器 - 皿形土器。

遺物の様相は6世紀後半から7世紀初頭までの時期であることから、追葬の可能性が認められる。
以上のほか、江戸時代頃に天岩戸信仰が盛んになった関係で、石室の二次利用による後世の遺物として鉄釉徳利・灯明皿・銭貨が出土している。

## 文化財

### 伊勢市指定文化財
- 史跡
  - 高倉山古墳 - 所有者は神宮。1973年（昭和48年）12月5日指定[6]。

## 考証

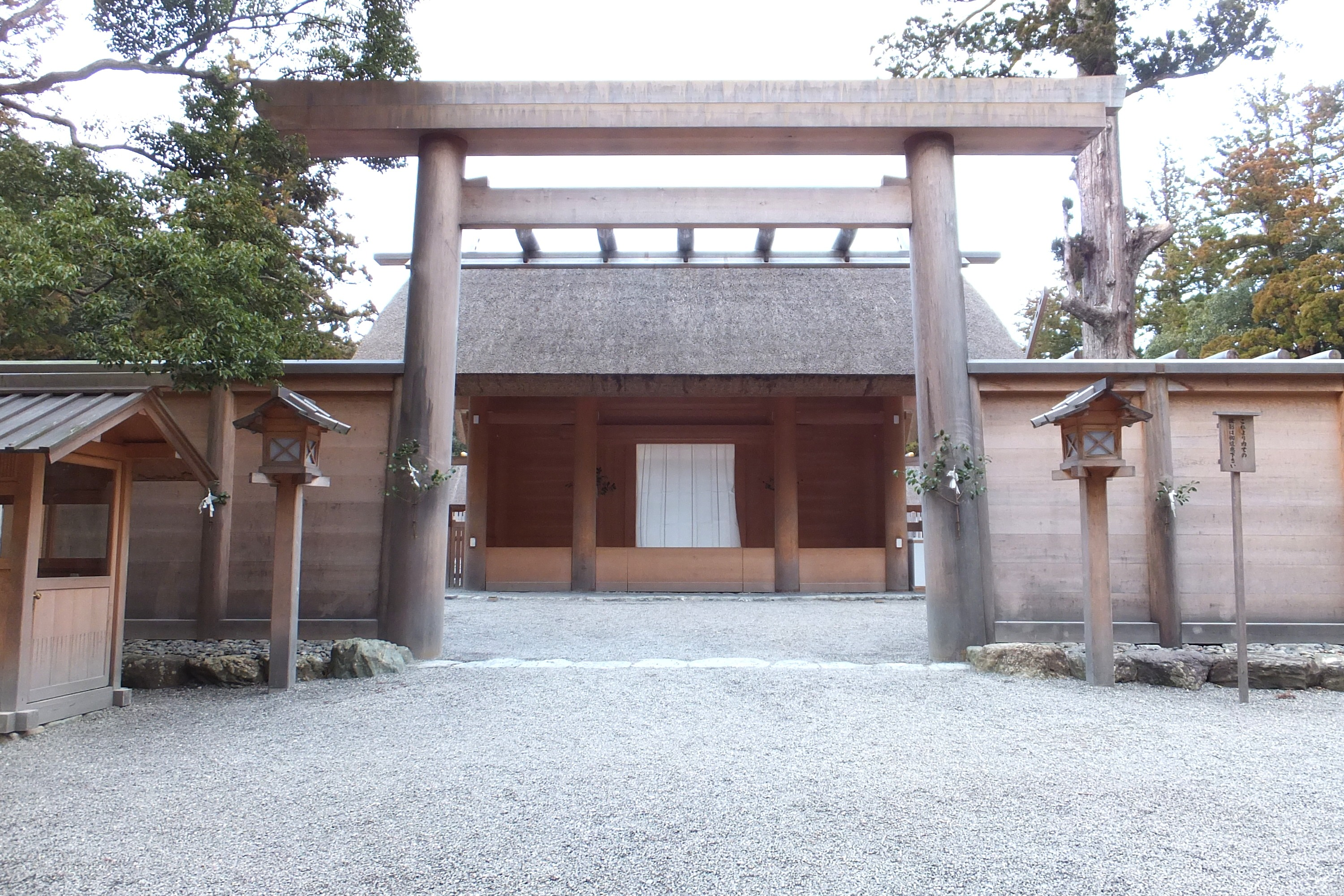
豊受大神宮（伊勢神宮外宮）

高倉山古墳は、伊勢神宮外宮（豊受大神宮）神域の高倉山に築造された巨大石室の単独墳であるという特質上、これまでに多くの説が挙げられている。最もよく知られる説は、外宮の奉斎氏族である度会氏（磯部氏）と関連づける説である。度会氏は当地方において随一の勢力を有した古代氏族であるが、その考古学的実態に関しては必ずしも詳らかでない。
なお伊勢神宮に関しては、内宮では荒祭宮付近が5世紀代に遡る大規模な祭祀場であったことが判明している一方、外宮では5世紀代の遺物が知られず6世紀後半に高倉山古墳が唐突に出現する様相を示し、神域である高倉山に墳墓が営まれている点でも特異性を示す。このことから、在地勢力の中からヤマト王権と結んだ度会氏が台頭し高倉山古墳を築造して南伊勢地方に勢力を持った（高倉山型石室）とする説や、外宮の創祀として高倉山古墳を度会氏始祖墓と仰ぐ宗廟的性格を指摘する説などが挙げられている。

## 関連文献
（記事執筆に使用していない関連文献）
- 「伊勢市高倉山巨石墳」『ふびと 24』三重大学歴史研究会原始古代史部会、1965年。